# Hepatology
Hepatology ist eine wissenschaftliche Fachzeitschrift, die vom Wiley-Blackwell-Verlag im Auftrag der American Association for the Study of Liver Diseases veröffentlicht wird. Die erste Ausgabe erschien 1981. Derzeit erscheint die Zeitschrift monatlich. Es werden Original- und Übersichtsarbeiten aus allen Bereichen der Gastroenterologie veröffentlicht.
Der Impact Factor lag im Jahr 2014 bei 11,05. Nach der Statistik des ISI Web of Knowledge wird das Journal mit diesem Impact Factor in der Kategorie Gastroenterologie und Hepatologie an fünfter Stelle von 76 Zeitschriften geführt.
Chefherausgeber ist Michael H. Nathanson (Yale University, New Haven, Vereinigte Staaten von Amerika).